# Fayetteville Patriots 2002-2003
La stagione 2002-03 dei Fayetteville Patriots fu la 2ª nella NBA D-League per la franchigia.
I Fayetteville Patriots arrivarono primi nella NBA D-League con un record di 32-18. Nei play-off vinsero la semifinale con i Roanoke Dazzle (2-0), perdendo poi la finale con i Mobile Revelers (2-1).

## Roster
| N° | Naz.                   | Ruolo | Sportivo         | Anno | Alt. | Peso |
| -- | ---------------------- | ----- | ---------------- | ---- | ---- | ---- |
|    | Stati Uniti (bandiera) | G     | Devin Brown      | 1978 | 196  | 100  |
|    | Stati Uniti (bandiera) | G     | Terrell McIntyre | 1977 | 175  | 83   |
|    | Stati Uniti (bandiera) | A     | Matt Barnes      | 1980 | 201  | 107  |
|    | Stati Uniti (bandiera) | A     | Jason Capel      | 1980 | 203  | 108  |
|    | Stati Uniti (bandiera) | G     | Junie Sanders    | 1972 | 191  | 100  |
|    | Stati Uniti (bandiera) | A     | Bryan Lucas      | 1978 | 201  | 112  |
|    | Stati Uniti (bandiera) | A     | Jameel Watkins   | 1977 | 211  | 116  |
|    | Stati Uniti (bandiera) | G     | Omar Cook        | 1982 | 185  | 86   |
|    | Stati Uniti (bandiera) | C     | Jeff Aubry       | 1977 | 211  | 113  |
|    | Stati Uniti (bandiera) | C     | Marc Mazur       | 1979 | 208  | 120  |
|    | Porto Rico (bandiera)  | G     | Richie Dalmau    | 1973 | 198  | 95   |
|    | Stati Uniti (bandiera) | G     | Johnny White     | 1978 | 185  | 91   |

## Staff tecnico
- Allenatore: Jeff Capel
- Vice-allenatore: Sam Worthen